# Federalistični spisi
Federalistični spisi (v izvirniku angleško The Federalist Papers) so zbirka 85 člankov in esejev, ki so jih pod psevdonimom Publius 1788 spisali ameriški državniki Alexander Hamilton, James Madison in John Jay v podporo ratifikacije nove ameriške ustave v takratnih dvanajstih zveznih državah ZDA. Dokumenti kažejo duh, razmišljanje in namen snovalcev ameriške ustave ter s tem tudi ameriške nacije. Po besedah zgodovinarja Richarda B. Morrisa so »edinstvena razlaga ustave, klasično delo politične znanosti, ki ga v širini in globini ni presegel noben kasnejši ameriški pisec«.